# アントニー・バレンシア
- アンソニー・バレンシア

アントニー・レニン・バレンシア・バハーニャ (Anthony Lenín Valencia Bajaña , 2003年7月21日 - )は、エクアドル・グアヤス県グアヤキル出身のプロサッカー選手。ベルギー・ファースト・ディビジョンA・ロイヤル・アントワープFC所属。ポジションはMF。
一般的には『アンソニー・バレンシア』と紹介される。

## クラブ経歴
2020年に地元のインデペンディエンテ・デル・バジェのBチームに昇格に、下部リーグでゴールを量産。早速イギリスの有力メディアザ・ガーディアンに｢将来有望な若手選手60人｣の一人として紹介される。2022年にトップチームに昇格。同年シーズン2試合に出場。
2022年6月8日、ロイヤル・アントワープFCと4年契約を締結。9月4日のKVCウェステルロー戦で移籍後初ゴールを決めた。

## 代表歴
2022年9月にエクアドル代表に初招集。しかし、サウジアラビア戦、日本戦と出場機会なく終わった。